# Ferramentaria
Ferramentaria é um ramo da metalurgia que cria, desenvolve e produz ferramentas de estampo, moldes para injeção de plástico e alumínio, dispositivos e peças de precisão.
Na ferramentaria são utilizadas máquinas ferramentas como a fresadora, o torno, a retífica. O ferramenteiro, profissional da área de ferramentaria tem formação de nível técnico ou superior em cursos como o de Tecnólogo de Fabricação Mecânica para Ferramentaria.
Ferramenteiro é o profissional mais completo da metalurgia braçal, com conhecimento de todas as áreas da metalurgia faz desde a usinagem à preparação de seus maquinários tem habilidades em fresadoras, tornos devendo saber de tudo um pouco, inclusive no setor de retífica, pois em alguns casos é necessário a correção das ferramentas.
O ferramenteiro antes de tudo precisa ser um profissional com capacidade de ter uma visão 3D do produto que será fabricado.

## Especializações
- Ferramenteiro de corte e repuxo:

Nesta área o tópico principal é a fabricação de estampos de corte, dobra ou repuxo, nos quais irão ser utilizados como ferramentas para a conformação de chapas de aço, cobre, latão e demais materiais metálicos.
- Ferramenteiro de moldes plásticos:

Nesta área o tópico principal é a fabricação de moldes para a conformação de plásticos e suas resinas.
O ferramenteiro preza pela qualidade e atua em todos os níveis da produção técnica de suas ferramentas (estampos ou moldes). Estes profissionais além de técnica altamente apurada são capazes de projetar e construir qualquer tipo de molde de injeção e serem referências para a equipe.
Realiza a confecção e reparo de ferramentas de corte, dobra,  repuxo e outras para estruturar chapas de aço e demais materiais metálicos e desenvolve molde de sopro e injeção plástica, de alumínio ou estampos. Monta e ajusta componentes das peças, de acordo com manuais e instrumentos de medição para atender dimensões e alinhamentos.